# Ruppellia thoracica
Ruppellia thoracica är en tvåvingeart som först beskrevs av Macquart 1840.  Ruppellia thoracica ingår i släktet Ruppellia och familjen stilettflugor. Inga underarter finns listade i Catalogue of Life.